# Paul Rung-Keller
Paul Sophus Christian Henrik Rung-Keller (11. marts 1879 i København – 22. marts 1966 i Gentofte) var en dansk komponist, organist og klokkeekspert.
Han var søn af juristen Emil Keller og operasangerinden Sophie Keller, som var storesøster til kgl. kapelmester Frederik Rung, og barnebarn af komponisten Henrik Rung.
Elev af organisten Gottfred Matthison-Hansen og Thomas Laub. Ansat som organist og kantor ved Vor Frelsers Kirke i 1903-1949. I 1928 fik Vor Frelsers Kirke et klokkespil på hans initiativ.
I 1912-1934 blev han dirigent i Cæciliaforeningen og foreningens formand, en post han overtog efter sin onkel, kgl. kapelmester Frederik Rung, og som han beklædte til 1931.
Han underviste først på Hornemans Konservatorium fra 1907 og siden på Det kgl. danske Musikkonservatorium fra 1917 i orgel og musikteori. Han har skrevet en række kompositioner både for klokkespil og orgel, bl.a. har han skrevet melodi til salmen "Kirken er som Himmerige".
Rung-Keller blev Ridder af Dannebrog 1924, Dannebrogsmand 1949 og modtog Ingenio et arti 1926.
Han er begravet på Vestre Kirkegård.